# Sinh vật huyền bí: Những bí mật của Dumbledore
Sinh vật huyền bí: Những bí mật của Dumbledore (tựa gốc tiếng Anh: Fantastic Beasts: The Secrets of Dumbledore) là bộ phim kỳ ảo ra mắt năm 2022 được đạo diễn bởi David Yates với kịch bản do J. K. Rowling và Steve Kloves chắp bút, dựa trên chính câu truyện của Rowling. Phim là sự hợp tác sản xuất giữa hai nước Hoa Kỳ và Vương quốc Anh. Đây là phần hậu truyện của Sinh vật huyền bí: Tội ác của Grindelwald (2018), đồng thời cũng là bộ phim thứ ba trong loạt phim Sinh vật huyền bí và là bộ phim thứ mười một trong thương hiệu phim nổi tiếng Thế giới Phù thủy. Phim có sự góp mặt của dàn diễn viên nổi tiếng bao gồm Eddie Redmayne, Katherine Waterston, Dan Fogler, Alison Sudol, Ezra Miller, Callum Turner, William Nadylam, Poppy Corby-Tuech, Jessica Williams, Jude Law và Mads Mikkelsen. Lấy bối cảnh nhiều năm sau Tội ác của Grindelwald, bộ phim là hành trình theo chân Albus Dumbledore giao nhiệm vụ cho Newt Scamander cùng với các cộng sự của anh trà trộn vào tâm điểm của đội quân hắc ám của Gellert Grindelwald.
Công đoạn quay phim chính của phim bắt đầu vào đầu năm 2020 nhưng đã bị trì hoãn do ảnh hưởng của đại dịch COVID-19; tuy nhiên sau đó quá trình này đã được tiếp tục tiến hành vào tháng 9 năm 2020. Vì sự trì hoãn do đại dịch cũng như quá trình phân vai lại thay thế Johnny Depp với Mikkelsen nên ngày phát hành của phim đã bị dời sang ngày 15 tháng 4 năm 2022 thay vì ngày 15 tháng 7 năm 2021 như thông báo trước.

## Tiền đề
Nhiều năm sau các sự kiện của Tội ác của Grindelwald, câu truyện diễn ra song song ở hai nơi là Rio de Janeiro, Brazil và Berlin, Đức và quá trình dẫn đến việc Thế chiến II liên hệ với Thế giới Phù thủy. Trước thế lực phát triển đầy mạnh mẽ của Grindelwald, Albus Dumbledore đã ra lệnh cho Newt Scamander cùng với những người bạn của anh làm một nhiệm vụ dẫn đến một cuộc đụng độ với đội quân của Grindelwald và điều đó sẽ khiến Dumbledore phải suy nghĩ liệu bản thân mình sẽ đứng bên ngoài một cuộc chiến đang đến gần bao lâu.

## Diễn viên
- Eddie Redmayne thủ vai Newt Scamander: Một thành viên của Bộ Pháp thuật Anh của Cục Phân loại Sinh vật của Sở Kiểm soát và Điều khiển Sinh vật huyền bí cũng như là một nhà nghiên cứu sinh vật huyền bí tự xưng. Anh đã đóng một vai trò rất lớn trong việc khắc phục các sự kiện của một tấn công bạo lực liên quan đến phù thủy hắc ám Gellert Grindelwald ở thành phố New York vào tháng 12 năm 1926 . Anh đồng thời cũng là bạn tâm giao của Albus Dumbledore, mặc dù bị loại bỏ khỏi một số vòng của Cộng đồng Phù thủy Anh do quá khứ sóng gió của anh.
- Katherine Waterston thủ vai Tina Goldstein: Một Thần sáng của Quốc hội Pháp thuật Hoa Kỳ (viết tắt là MACUSA) và đồng thời cũng là vợ của Newt .
- Dan Fogler thủ vai Jacob Kowalski: Một cựu chiến binh No-Maj của Thế chiến I, chủ một tiệm bánh, bạn của Newt và là người yêu cũ của Queenie.
- Alison Sudol thủ vai Queenie Goldstein: Một cô gái xinh đẹp và hoạt bát, em gái của Tina và cũng là người làm việc cùng cô trong Cục Giấy phép Đũa phép Liên bang sau khi Tina bị giáng chức. Cô là một Legilimens bẩm sinh đầy quyền lực. Sau khi tin rằng Grindelwald sẽ biến ước mơ kết hôn với Jacob của cô thành hiện thực, cô đã gia nhập phe của hắn và bỏ rơi người yêu cũng như chị gái của mình.
- Ezra Miller thủ vai Credence Barebone: Con trai ngoài giá thú của Aberforth Dumbledore được Mary-Lou Barebone nuôi dưỡng và thường xuyên bị quấy rầy, ngược đãi và bóc lột nặng nề. Tức giận trước cách đối xử của mọi người đối với mình, trong sự kiện năm 1926, anh đã thả loài ký sinh Obscurus và gây ra một sự tấn công lớn ở thành phố New York. Sau sự kiện đó, anh vẫn sóng sốt trong một mảnh nhỏ của Obscurus và được Grindelwald tìm kiếm. Ban đầu anh lầm tưởng bản thân mình là Corvus Lestrange, người anh trai cùng cha khác mẹ của Leta Lestrange. Vào cuối phần hai, Grindelwald đã nói với anh rằng tên thật của anh là Aurelius Dumbledore và anh trai của anh, Albus sẽ tìm cách để giết chết anh nhưng thực chất Grindelwald lừa dối anh để giết Albus Dumbledore.
- Callum Turner thủ vai Theseus Scamander: Anh trai của Newt Scamander, một nhân viên tận tụy và trung thành của Bộ Pháp thuật Anh. Anh nổi tiếng với danh hiệu 'anh hùng chiến tranh' vì đã thể hiện xuất sắc lòng dũng cảm nhưng như sự hào hiệp của mình trong Thế chiến I. Anh cũng không ngừng huấn luyện Newt trở nên đẳng cấp hơn để được xã hội chấp nhận tốt hơn. Anh đã mất đi vị hôn thê Leta Lestrange của mình vào tháng 9 năm 1927 sau khi cô hy sinh trong cuộc biểu tình của Grindelwald ở Pere Lachaise, Paris để cứu anh em nhà Scamander.
- Poppy Corby-Tuech thủ vai Vinda Rosier: Cánh tay phải trung thành của Grindelwald.[10]
- Jessica Williams thủ vai Giáo sư Eulalie "Lally" Hicks: Giáo sư tại Học viện Pháp Thuật và Ma Thuật Ilvermorny.
- Jude Law thủ vai Albus Dumbledore: Một phù thủy có ảnh hưởng và quyền lực to lớn trong Cộng đồng Phù thủy Anh, được biết đến trong Bộ Pháp thuật Anh và khắp thế giới phù thủy vì tài năng học thuật xuất chúng của mình. Anh đồng thời cũng là giáo sư bộ môn Phòng chống Nghệ thuật Hắc ám trong tiểu thuyết Harry Potter thì Albus Dumbledore là giáo sư dạy môn Biến tại Trường Phù thủy và Pháp sư Hogwarts. Anh có một Lời thề máu với Grindelwald, người mà anh có mối quan hệ thân thiết khi còn là thiếu niên, để ngăn cản cả hai đấu tay đôi với nhau.
- Mads Mikkelsen thủ vai Gellert Grindelwald: Một phù thủy hắc ám đầy quyền năng khét tiếng, người đã gây ra hàng loạt vụ bạo lực, khủng bố và hỗn loạn trên khắp thế giới để tìm cách lãnh đạo một Trật tự Thế giới Phù thủy mới dựa trên niềm tin mãnh liệt của mình vào ưu thế của phù thủy. Anh có một mối quan hệ thân thiết với Dumbledore khi còn trẻ. Người thủ vai nhân vật này là Johnny Depp đã bị thay thế bởi Mikkelsen.[10] Khi thay thế Depp, Mikkelsen đã chia sẻ rằng anh đã sao chép vai diễn của Depp và Colin Farrell trong vai Grindelwald rồi tự phát triển nhân vật của mình để tạo nên một màn trình diễn cầu nối giữa các diễn viên[11] vì bản thân anh cũng là một người hâm mộ của Depp từ những bộ phim đầu tiên của anh.[12]
- Victoria Yeates thủ vai Bunty: Trợ lý của Newt Scamander.[13]
- William Nadylam thủ vai Yusuf Kama: Một phù thủy người Pháp gốc Senegal và là đồng mình của Newt, trước đây anh đã cố gắng giết Credence trong khi tin rằng anh là anh trai cùng cha khác mẹ của Corvus.
- Richard Coyle
- Oliver Masucci thủ vai Người lãnh đạo của Liên minh Quốc tế Phù thủy.[14]

## Sản xuất

### Phát triển
Vào tháng 10 năm 2014, Warner Bros. Pictures thông báo về việc phim sẽ là có "ít nhất" một bộ ba phim với phần phim thứ ba được phát hành vào ngày 20 tháng 11 năm 2020. Tháng 7, 2016, đạo diễn David Yates đã xác nhận rằng J. K. Rowling đã có ý tưởng cho kịch bản của phần phim thứ ba. Vào tháng 10, 2016, có thông tin về việc loạt phim Sinh vật huyền bí sẽ bao gồm năm phần phim và Eddie Redmayne sẽ sắm vai nhân vật chính của tất cả các phần phim cùng với các nhà sản xuất bao gồm Rowling, David Heyman, Steve Kloves và Lionel Wigram. Tháng 11 cùng năm, Yates tiết lộ rằng anh sẽ đạo diễn cho tất cả năm phần phim và chia sẻ rằng "Tôi thích làm phim và tôi có một đội ngũ tuyệt vời, tất cả đều như một gia đình."
Tháng 10 năm 2018, nam tài tử Johnny Depp gợi ý về việc anh có thể sẽ trở lại với vai diễn Gellert Grindelwald trong phần phim thứ ba và phim sẽ khởi quay vào giữa năm 2019. Vào tháng 11 năm 2019, Warner Bros. thông báo rằng địa điểm quay phim sẽ diễn ra tại Brazil và sẽ bắt đầu sản xuất vào mùa xuân năm 2020. Steve Kloves, người trước đây đã từng chấp bút cho các bộ phim Harry Potters sẽ trở lại với vai trò đồng biên kịch phim.

### Tuyển vai
Tháng 3, 2020,  Jude Law, Johnny Depp, Ezra Miller, Alison Sudol, Dan Fogler, Callum Turner, Katherine Waterston và Jessica Williams được tiết lộ sẽ tiếp tục trở lại với vai diễn của họ từ các phần phim trước cùng với Redmayne. Vào ngày 6 tháng 11 năm đó, nam diễn viên Johnny Depp tuyên bố rằng anh sẽ không tiếp tục vai diễn Grindelwald như thông tin ban đầu do Warner Bros. đã bắt buộc anh phải từ chức vì những rắc rối pháp lý cá nhân của bản thân anh. Depp chỉ quay được một cảnh tại Luân Đôn sau khi quá trình sản xuất bắt đầu vào tháng 9 năm 2020 và hợp đồng quy định anh phải hoàn trả lại tiền lương của mình bất kể bộ phim đã hoàn thành hay chưa. Mức lương của Depp được cho là khoảng từ 10 đến 16 triệu đô. Vào ngày 25 tháng 11 năm 2020, Warner Bros. thông báo rằng Mads Mikkelsen sẽ là cái tên được lựa chọn vào vai Grindelwald thay thế cho nam diễn viên Johnny Depp.

### Quay phim
Công đoạn quay phim chính của phim được dự kiến sẽ tiến hành vào ngày 16 tháng 3 năm 2020 nhưng sau đó đã bị hoãn lại do đại dịch COVID-19. Tuy nhiên sau đó, công đoạn quay định đã chính thức bắt đầu với các biện pháp phòng ngừa an toàn được áp dụng nhằm giữ an toàn cho dàn diễn viên cũng như đoàn phim khỏi COVID-19. Ngày 3 tháng 2 năm 2021, quá trình quay phim tại Warner Bros. Studios, Leavesden ở Vương quốc Anh bị tạm dừng sau khi một thành viên của đoàn làm phim có kết quả xét nghiệm dương tính với COVID-19. Nhà soạn nhạc James Newton Howard đã xác nhận rằng vào cuối tháng đó, quá trình sản xuất cũng đã hoàn tất việc quay phim.

## Phát hành
Ban đầu, phim được lên kế hoạch sẽ công chiếu vào ngày 12 tháng 11 năm 2021 nhưng sau sự phân vai lại của Depp và thay thế bởi Mikkelsen cũng như ảnh hưởng của đại dịch COVID-19. Warner Bros. đã dời ngày phát hành sang ngày 15 tháng 7 năm 2022. Vào tháng 9, 2021, có thông báo về ngày công chiếu của phim được dời lên sớm hơn ba tháng là ngày 15 tháng 4 năm 2021 cũng như công bố tựa đề chính thức của phim.